# Final Fantasy VI
Pour les articles homonymes, voir FF6.
 (novembre 2009).
Si vous disposez d'ouvrages ou d'articles de référence ou si vous connaissez des sites web de qualité traitant du thème abordé ici, merci de compléter l'article en donnant les références utiles à sa vérifiabilité et en les liant à la section « Notes et références ».
 (mai 2017).
Final Fantasy VI (ファイナルファンタジーVI, Fainaru Fantajī Shikkusu) est un   jeu vidéo de rôle, développé et publié par Square Co., Ltd. (maintenant Square Enix) en 1994 pour la console de jeux vidéo Super Nintendo. Final Fantasy VI est ressorti pour la PlayStation en 1999, pour la Game Boy Advance en 2006 puis sur la Console Virtuelle de la Nintendo Wii en 2011.
Final Fantasy VI est le dernier titre de la série à être sorti sur Super Nintendo, et le premier Final Fantasy de la série où Hironobu Sakaguchi, créateur de la série, a produit plutôt que dirigé.
Final Fantasy VI n'est que le troisième jeu de la série à être sorti en Amérique du Nord (suivant la sortie du premier Final Fantasy et de Final Fantasy IV, respectivement nommés Final Fantasy et Final Fantasy II), la localisation américaine du jeu a été lancée sur le marché sous le titre Final Fantasy III. Quand Square a ressorti le jeu pour la console PlayStation en Amérique du Nord dans la collection Final Fantasy Anthology, le nom japonais a été restauré ainsi que le système de numérotation original. Le jeu ne bénéficiait d'une sortie officielle européenne et australienne qu'en 2002, accompagné d'une démo jouable de Final Fantasy X. Malgré tout, le jeu était populaire sur le marché des jeux importés en Europe et en Australie durant le milieu des années 1990. Il est à nouveau publié sous le titre de Final Fantasy III lors de sa réédition sur Super Nintendo Mini en 2017 en Amérique du Nord et en Europe.

## Trame

### Lieux
- Narshe (炭坑都市ナルシェ?) : C'est la ville où commence le jeu. C'est une ville minière qui symbolise la mise au pas de la magie par la technologie. Dans les mines se trouve une Chimère congelée, qui sera plus tard déplacée au sommet de la montagne. C’est à Narshe que Terra réagit face à cette Chimère, puis rencontre Locke et les Returners. Plus tard, le groupe devra faire face à une attaque de Kefka pour prendre la Chimère par la force. Dans le Monde des Ruines, Narshe est envahie par les monstres et désertée par presque tous ses habitants. À noter que c'est à Narshe que le joueur a la possibilité de débloquer Umaro.
- Château de Figaro (フィガロ城?) : Fruit de la haute technologie, ce château se trouve dans le désert de Figaro. Edgar y règne en roi et Sabin y a passé son enfance. Au début du jeu, Terra et Locke viennent trouver refuge au Château de Figaro pour éviter que Kefka ne remette la main sur la jeune fille. Mais Kefka découvre la complicité d'Edgar et incendie le château. Edgar avait prévu qu'un jour, l'Empire se retournerait contre lui, et il a doté son château d'un système lui permettant de s'immerger dans le sable. Ce système sera utilisé plus loin dans le jeu pour voyager d'un désert à l'autre. Dans le Monde des Ruines, le Château de Figaro a eu un accident et est bloqué sous terre, mais les héros le libéreront.
- Figaro Sud (サウスフィガロの町?) : Cette petite ville est attaquée et occupée par l'Empire peu après le début du jeu. On y trouve la maison de Duncan, le maître d'arts martiaux de Sabin, et également le manoir qui sera investi par l'Empire et où Celes sera faite prisonnière. Lors de la fausse collaboration entre l'Empire et les héros, le joueur peut obtenir la libération de Figaro Sud s'il se conduit convenablement lors du dîner avec l'Empereur.
- Château de Doma (ドマ城?) : C'est le château d'où vient Cyan. Le peuple de Doma collabore avec les Returners et le château est assiégé. Comme le siège s'éternise, Kefka décide d'empoisonner l'eau qui alimente le château. Cela décime la population et Cyan est un des rares survivants. Lors de la fausse collaboration entre l'Empire et les héros, le joueur peut obtenir la libération de Doma s'il se conduit convenablement lors du dîner avec l'Empereur.
- Le Veldt (獣ケ原?) : Il s'agit des terres sauvages où Gau a été abandonné. On y trouve presque tous les ennemis ordinaires déjà rencontrés dans le jeu et dont Gau peut apprendre, puis reproduire le comportement. Dans le Monde des Ruines, on peut récupérer Gau sur le Veldt et également rencontrer Shadow (ou Relm) dans une grotte qui n'était pas présente dans le Monde de l’Équilibre.
- Mobliz (モブリズの村?) : C'est un petit village situé à la périphérie du Veldt. Dans l'une des maisons se trouve un soldat, mutilé par l’armée pour désertion et qui tente de correspondre avec sa petite amie, Lola. Ce soldat succombera à la fin du monde. Mobliz sera ensuite ravagé par la Lumière du Jugement de Kefka et la plupart des adultes du village mourront en protégeant leurs enfants. Terra fera le choix de rester à Mobliz pour s'occuper des orphelins.
- Jidoor (ジドールの町?) : Jidoor est la ville la plus à l'Ouest sur la carte du monde. Elle est majoritairement peuplée par des bourgeois. On y trouve un établissement de ventes aux enchères et la maison d'Owzer, qui a une importance mineure dans le Monde de l’Équilibre mais où il est possible de récupérer Relm dans le Monde des Ruines.
- Zozo (ゾゾ?) : C'est une ville construite par les populations pauvres de Jidoor dans les montagnes. Zozo est peuplée de bandits et d'escrocs, ainsi que de monstres puissants. Les héros doivent s'y rendre pour retrouver Terra après sa disparition. Dans le Monde des Ruines, ils doivent passer par cette ville pour rejoindre le Mont Zozo où se trouve Cyan. Tous les habitants de Zozo à une exception près sont des menteurs. La plupart d'entre eux donnent chacun une heure différente quand on leur parle. Ces heures servent à résoudre une énigme dans un bâtiment de la ville.
- Opéra de Jidoor (オペラ劇場?) : Au Sud de Jidoor se trouve l'opéra où se produit régulièrement Maria, une actrice locale. C'est dans cet opéra que se déroule la célèbre scène où Celes se fait passer pour Maria afin d'appâter Setzer. Dans le Monde des Ruines, l'opéra abrite l'un des huit dragons qu'il faut battre pour réaliser une quête annexe.
- Vector (帝国首都ベクタ?) : Vector est la capitale de l'Empire. Les héros y vont tout d'abord pour se rendre au centre de recherches Magitek. Puis, lors de la fausse paix organisée par l'Empereur pour amadouer les héros, le centre est fermé et ils sont invités au Château Impérial. Dans le Monde des Ruines, Vector n'existe plus. La ville semble avoir été absorbée à l'intérieur de la Tour de Kefka, car on y retrouve certaines parties du Château Impérial.
- Kohlingen (コーリンゲンの村?) : C'est le village d'où Locke semble être originaire. Sa petite amie Rachel y habitait. Après sa mort, son cadavre a été conservé par un vieil excentrique.
- Thamasa (サマサの村?) : C'est un village situé à l'Est de la carte du monde. Il est habité par les descendants des guerriers magiciens. Tous ses habitants pratiquent la magie, mais tentent de le cacher aux visiteurs extérieurs. C'est dans ce village que les héros rencontrent Strago et Relm. Dans le Monde des Ruines, les rêves de Shadow laissent suggérer qu'il a un lien avec Thamasa.

Il existe également des villes d'importance mineure : Nikeah (ville portuaire), Maranda, Albrook, Tzen.

### Personnages
Final Fantasy VI renferme quatorze personnages jouables, le plus grand nombre comparé à n'importe quel jeu de la série. Chaque personnage a une spécialité.
- Terra Branford (ティナ Tina) — Moitié humaine, moitié Esper, autrefois esclave de l'Empire de Gestahl. La spécialité de Terra est Morph, qui lui permet de se transformer en une créature de pure magie pour une période limitée, ce qui décuple sa puissance physique et magique. Terra est également l'un des deux personnages du jeu qui dispose de magie dès le début du jeu, et qui apprend de nouveaux sorts simplement en augmentant de niveau.
- Locke Cole (ロック Rokku) — Un voleur qui travaille souvent avec les Returners. Quoiqu'il apprécie plus qu'on dise de lui que c'est un "chasseur de trésors". Sa spécialité est Steal, ce qui lui permet de voler des objets des ennemis. Avec la relique "Thief Glove", Steal est transformé en Capture, ce qui lui permet de faire un peu de dommages aux ennemis en même temps qu'il les vole.
- Edgar Roni Figaro (エドガー Edgar) — Le jeune roi de Figaro, Edgar s'est forgé une alliance avec l'Empire et fournit secrètement les Returners. Sa spécialité est Tools, qui lui permet d'attaquer ses ennemis avec plusieurs armes qu'il trouve durant le jeu.
- Sabin René Figaro (マッシュ Mash) — Le jumeau d'Edgar, Sabin a quitté le royaume pour aller s'entraîner en arts martiaux. Sa spécialité est Blitz, qui lui permet d'utiliser plusieurs techniques via une combinaison de boutons sur lesquels le joueur doit appuyer.
- Shadow (シャドウ Shadow) — Un ninja mercenaire, ses services sont disponibles au plus offrant. Il est toujours accompagné de son chien, Interceptor qui parfois attaque aléatoirement les ennemis dans le jeu en leur infligeant des dégâts considérables. Sa spécialité est Throw, qui lui permet de lancer des armes et des objets spécialement conçus (comme un shuriken) vers ses ennemis.
- Celes Chere (セリス Celes) — Une ancienne Générale de l'Empire, emprisonnée pour avoir questionné les politiques de l'Empire. Sa spécialité est Runic, qui lui permet d'absorber n'importe quelle magie lancée durant le combat, lui restaurant en partie ses points magiques. Tout comme Terra, Celes dispose de magie dès le début du jeu et peut acquérir de nouveaux sorts au fur et à mesure qu'elle augmente de niveau.
- Cyan Garamonde (カイエン Kaien) — Un protecteur de Doma et unique survivant de l'empoisonnement de la source d'eau de Doma par l'Empire. Sa spécialité est SwdTech (un abréviation de Sword Technique), qui lui permet de faire une variété de techniques avec son épée, en attendant le temps requis.
- Gau (ガウ Gau) — Un enfant sauvage abandonné quand il était un bébé dans les contrées sauvages du  Veldt. Ses spécialités sont Rage et Leap. Pendant qu'il est sur le Veldt, il peut apprendre les techniques d'un ennemi en utilisant Leap sur cet ennemi. Lorsqu'il l'utilise, Gau saute sur l'ennemi et le combat prend fin. Gau ne fait ensuite plus partie de votre équipe, et pour le retrouver, vous devez vous battre sur le Veldt, jusqu'à ce qu'il se manifeste aléatoirement à la fin d'un combat. Gau rejoint ainsi votre équipe en ayant appris à la fois toutes les techniques spécifiques des ennemis qui étaient présents durant le combat où Gau a quitté votre équipe, ainsi que celle des ennemis présents durant le combat où Gau a rejoint votre équipe. Après quoi il peut utiliser les techniques ennemies avec Rage. Le problème de Rage est qu'une fois une technique sélectionnée pour le combat, Gau ne peut rien faire d'autre que la technique employée, et ce, jusqu'à la fin du combat.
- Setzer Gabbiani (セッツァー Setzer) — Un parieur et séducteur, ainsi que propriétaire d'un casino embarqué à bord d'un navire volant, Setzer voyage autour du monde à la recherche de son amie perdue, Daryl. Sa spécialité est Slot, qui utilise une machine automatisée pour activer une variété d'attaques spéciales et de techniques. Avec la relique "Coin Toss", Slot est transformé en GP Rain (ぜになげ Zeninage), ce qui lui permet de lancer des GP vers tous les ennemis de la bataille, provoquant des dommages équivalents à la quantité lancée, sans dépasser 9999.
- Mog (モグ Mog) — Un Mog capable de parler le langage humain, et la mascotte non officielle du jeu. Sa spécialité est Dance, qui lui permet d'utiliser une série de huit danses spécifiques à un type de terrain (par exemple, le "Desert Aria" est appris automatiquement durant une bataille dans un terrain de désert).
- Strago Magus (ストラゴス Stragus) — Un vieux mage bleu, Strago est un descendant distant de ceux qui se sont battus dans la Guerre de la Magie. Sa spécialité est Lore (aussi connue sous le nom de Blue Magic), qui lui permet d'apprendre les techniques magiques ennemies et de les utiliser à son tour.
- Relm Arrowny (リルム Relm) — La petite fille âgée de 10 ans de Strago, Relm est une artiste experte qui n'est pas effrayée de répondre aux plus vieux. Sa spécialité est Sketch, qui lui permet de créer une copie conforme de son ennemi qui utilise alors une des attaques associées à cet ennemi. Avec la relique "Fake Moustache", Sketch est transformé en Control, qui lui permet de prendre contrôle de l'ennemi et d'utiliser ses attaques.
- Gogo (ゴゴ Gogo) — Un mystérieux individu dont les vêtements cachent son visage, trouvé à l'intérieur d'un monstre appelé le Zone Eater, Gogo est un maître des techniques de mime et il peut dupliquer n'importe quelle attaque. Sa spécialité est Mimic, qui lui permet de répliquer la dernière commande entrée par un de ses compagnons. Ses commandes de combat peuvent aussi être personnalisées dans son menu d'état.
- Umaro (ウーマロ Umaro) — Un yéti (ou sasquatch dans la traduction anglaise) vivant dans les caves de Narshe. Umaro ne peut être contrôlé directement durant la bataille : il est tout le temps en rage, ou "berserk" selon le terme employé dans la série. Il peut, cependant, être équipé avec deux reliques (rage ring et blizzard orb) qui changent son répertoire d'attaques.

### Scénario

#### Prologue
Le jeu se déroule 1000 ans après l’ancienne Guerre de la Magie, dans laquelle les humains et des êtres magiques nommés Espers se sont combattus. La guerre s’est terminée, et désormais les humains et les Espers vivent séparément. Le pouvoir de la magie n’est plus guère cité que dans les contes de fées par les humains qui l’ont remplacée par la technologie. L’Empire, dirigé par l’Empereur Gestahl, s’étend à présent sur une grande partie du monde et ne compte pas s’en arrêter là. Il a développé une étrange technologie appelée Magitek, un mélange de magie, machinerie, et ingénierie génétique sur les êtres humains, et il est sur le point de commander le monde entier.

#### La jeune femme qui pilote l’armure Magitek
Le jeu débute sur l’arrivée dans la ville minière de Narshe de deux soldats de l’Empire, envoyés pour vérifier l’existence d’un Esper congelé dans les mines. Ils sont pour cela accompagnés d’une jeune femme, Terra, dotée de pouvoirs magiques et dont la volonté a été enlevée par une couronne d’esclavage. Après être entrés par la force et avoir atteint l’Esper, les deux soldats sont tués par celui-ci, mais la femme est mystérieusement épargnée. Elle est alors recueillie, amnésique, par un vieil homme de Narshe. Les gardes de la ville veulent la capturer, mais le vieil homme l’aide à s’échapper. Il s’avère être un membre des Returners, un groupe rebelle qui tente de mettre fin à la tyrannie de l’Empire. Soupçonnant que Terra n’a pas été utilisée par l’Empire pour rien, il demande à un de ses complices, un voleur nommé Locke, d’escorter Terra pour aller consulter le roi de Figaro, Edgar, qui est secrètement allié aux Returners. Locke la rejoint à temps pour la protéger des forces armées de Narshe, aidé par les Moogles, avant de partir vers Figaro.

#### À la recherche d’alliés
À peine arrivés sur place et les présentations faites, Kefka, général de l’Empire et bras droit de l’Empereur Gestahl, arrive au château de Figaro à la recherche de Terra. Il suspecte qu’Edgar la cache, mais Edgar nie et élude ses questions. Le lendemain, à l’aube, il incendie le château en représailles. Edgar, qui s’attendait à ce que son double jeu soit découvert, avait transformé son château en forteresse mobile, capable de voyager sous le sable du désert. Le château s’enfonce dans le sable alors que Terra, Locke et Edgar échappent à Kefka. Edgar et Locke, convaincus par sa capacité naturelle — et totalement inattendue — à utiliser la magie, persuadent Terra de rencontrer Banon. En effet, par cette faculté, elle pourrait jouer un rôle dans la guerre, mais elle-même se sent irrésolue. Pour rejoindre le quartier général, ils passent par les grottes, Figaro Sud, puis les monts Kolts où ils rencontrent Sabin, frère jumeau d’Edgar, un pratiquant des arts martiaux qui après être resté des années à l’écart de l’agitation du monde, décide de mettre sa force au service de leur cause.

#### L’heure du choix
Au quartier général, Terra fait la connaissance de Banon. Les Returners et lui tentent de la convaincre de rejoindre leur cause, mais elle hésite : comment faire un choix éclairé quand on est amnésique ? Elle parle à chacun d’eux, qui lui expliquent ce qui les a poussés à rejoindre le groupe : protéger la liberté et ceux qu’ils aiment. Finalement, elle accepte. Reste alors à établir une stratégie. Elle a été épargnée par l’Esper, aussi les Returners imaginent le réveiller grâce à elle, et demander son aide. Il leur faudrait donc retourner à Narshe avec Banon. Mais leur réunion tourne court, car ils apprennent que l’Empire a déjà envahi Figaro Sud et ne va pas tarder à arriver. Locke se porte volontaire pour infiltrer Figaro Sud pour découvrir les intentions de l’Empire et ralentir son avancée. Le reste du groupe, augmenté de Banon, doit fuir par les rapides pour rejoindre Narshe. Ils prennent pour cela un radeau, mais rencontrent la pieuvre géante Ultros en chemin, qui n’a d’autre motivation que de leur mettre des bâtons dans les roues. À l’issue du combat, Sabin est éjecté du radeau et se retrouve séparé des autres.

#### Trois chemins détournés vers Narshe
À ce point, l’histoire se scinde en trois parties. Le joueur peut les jouer dans l’ordre qu’il veut. Le groupe de Banon arrive à Narshe, mais ne peut entrer, car les gardes reconnaissent Terra. Ils passent alors par les mines.
Nous retrouvons Locke alors qu’il est en difficulté à Figaro Sud, qui est sous la loi martiale. Se déguisant en soldat impérial, il apprend que l’Empire prévoit d’attaquer Narshe pour s’emparer de l’Esper. Lors de ses errances dans les sous-sols de la ville, il rencontre Celes, une générale de l’Empire et chevalier Magitek (un soldat amélioré génétiquement par la technologie Magitek et pouvant ainsi faire de la magie). Elle s’est rebellée devant les crimes de l’Empire et attend dans un cachot d’être exécutée pour trahison. Locke la libère, et lui promet de la protéger, car elle a perdu tout ce qu’elle avait : être soldat. Il la convainc finalement de l’accompagner. Ils s’exfiltrent de la ville, repassent par les grottes et rallient Narshe.
Sabin est emporté loin vers l’Est par les rapides. Une fois sur la terre ferme et cherchant à rejoindre Narshe, il s’adjoint temporairement les services de Shadow, un assassin mercenaire. D’après lui, il faut passer par Doma, au Sud. Arrivés sur place, ils découvrent que Doma est assiégé par les forces de l’Empire. Pour passer, Sabin doit traverser le camp. Caché derrière les sacs de sable, il est témoin des opérations. Le général Leo, qui commande le siège, choisit le jeu d’usure pour que Doma tombe. Toutefois, il est rappelé par l’empereur, et Kefka le remplace. Pour obtenir une victoire rapide, il empoisonne l’eau qui alimente Doma. C’est l’hécatombe. Parmi les rares survivants se trouve Cyan, qui a vu mourir son roi et a perdu sa femme et son fils. Fou de douleur, il se rue dans le camp impérial pour en découdre. C’est là qu’il rencontre Sabin qui l’assiste un peu, mais ils doivent se sauver sous peine d’être submergés par le nombre. N’ayant plus d’attaches à Doma, Cyan accompagne Sabin. Ils partent vers le Sud et traversent la forêt fantôme et là, trouvent un train qu’ils décident de prendre. Celui-ci se révèle être le Train Fantôme, qui emmène les âmes vers l’au-delà. Ils doivent alors remonter le train dans l’espoir de l’arrêter. Après un combat contre la locomotive, le train s’arrête. C’est alors que Cyan voit sa femme et son fils y pénétrer. Cette expérience va le briser. Ils continuent vers le Sud, et atteignent une chute d’eau, où Shadow (s’il est encore là) décide de les quitter. Ils plongent pour arriver dans le Veldt. Ils y font la connaissance de Gau, un enfant sauvage espiègle qui se joint au groupe, et découvrent la ville de Mobliz. Gau leur donne un casque de plongée qu’il avait découvert, ce qui leur permet d’emprunter le Fossé du Serpent (un long passage sous-marin) pour rallier Nikeah, d’où ils prennent le bateau vers Narshe.

#### L’Empire à la conquête de l’Esper
Le groupe de Banon est le premier à arriver à Narshe. Banon et Edgar ont organisé une réunion de crise pour inciter Narshe à rejoindre le combat, mais elle s’obstine dans sa neutralité. Le groupe de Sabin arrive, puis Locke et Celes. Locke leur révèle que l’Empire est déjà en route pour s’emparer de l’Esper congelé. Narshe est dos au mur : il faut lutter. Le groupe, scindé en trois, soutient l’assaut mené par Kefka et le fait battre en retraite. Ils présentent enfin Terra à l’Esper. Elle se transforme en une mystérieuse créature et s’envole au loin. Il est alors décidé d’aller à sa recherche. Ceux du groupe qui partent prennent le château de Figaro (où on apprend le passé d’Edgar et Sabin) pour rejoindre Kohlingen (où on apprend le passé de Locke), où ils suivent Terra à la trace. Le groupe poursuit vers le Sud, passe par Jidoor, et remonte vers Zozo, dans les montagnes, ville à la criminalité galopante. Là, ils retrouvent Terra, inconsciente, veillée par l’Esper Ramuh.

#### Révélations sur les Espers
Celui-ci leur explique qu’à l’origine, Espers et humains vivaient ensemble jusqu’à la Guerre de la Magie. Alors les Espers créèrent une nouvelle réalité dans laquelle ils s’installèrent et chassèrent les humains. Récemment, l’Empire les a redécouverts, et nombre d’Espers ont été capturés pour être exploités, il extrait la magie de leur corps avant de s’en débarrasser. Ramuh leur révèle que la meilleure méthode pour disposer des pouvoirs des Espers est d’utiliser les Magicites. Quand un Esper meurt, seul subsiste un résidu minéral, la Magicite, littéralement un cristal de magie, qui contient l’essence magique de l’Esper. Ramuh suggère que l’un des Espers encore détenus par l’empire pourrait aider Terra. Lui-même a fui l’Empire avec d’autres, dont il a conservé les Magicites. Usé, il se sacrifie pour donner ses pouvoirs au groupe sous forme de Magicite. À partir de ce moment, tous les membres du groupe peuvent apprendre à utiliser la magie. Celes, familière de l’Empire, se propose de s’introduire dans le centre de recherche Magitek, et Locke décide de l’accompagner.

#### Recherche d’un vol pour le centre Magitek
Le centre Magitek se trouve à Vector, la capitale de l’Empire, il faut donc traverser la mer. Malheureusement, aucun navire ne part plus vers ce continent. Il reste donc la voie des airs. Or, le propriétaire du seul aéronef au monde, Setzer, est un admirateur de la cantatrice Maria, qui ressemble comme deux gouttes d’eau à Celes. Maria devant se produire à l’opéra, il est décidé que Celes la remplacera pour entrer en contact avec Setzer. Le plan fonctionne et Setzer kidnappe Celes à l’issue d’une représentation d’opéra qui reste l’une des scènes les plus marquantes de la série Final Fantasy. Après une discussion avec Celes et le reste du groupe et à la suite d'un pari, Setzer accepte de leur venir en aide et ainsi, ils volent vers Vector.

#### Dans le centre Magitek
Le groupe s’infiltre dans le centre Magitek, où il s’approprie les Magicites d’Ifrit et Shiva. Il pénètre dans la salle d’expérimentation où des Espers sont retenus dans des tubes. Ceux-ci, affaiblis, donnent leurs Magicites en brisant les installations. Le professeur Cid, responsable du centre de recherches, est témoin et réalise le potentiel des Magicites. C’est alors qu’arrive Kefka ; il fait croire que Celes travaille toujours pour l’Empire et ordonne qu’elle lui remette les Magicites. Celes, devant le doute qu’il a instillé chez ses amis, lance un sort qui chasse Kefka, mais qui la fait disparaître également. Libre de ses mouvements, le reste du groupe doit fuir à cause du danger causé par les installations détruites. Il prend un wagonnet et suit une voie ferrée souterraine jusqu’au centre de Vector où Setzer attend. Ils rejoignent Zozo où ils vont découvrir l’origine de Terra.

#### Terra se souvient
À leur arrivée, une Magicite réagit fortement à la présence de Terra, qui recouvre la mémoire. S’ensuit un flash-back vingt ans en arrière. On apprend comment une humaine, Madonna, s’était égarée dans le monde des Espers, comment elle avait été recueillie par Maduin, malgré les réticences de ses camarades. Ils finirent par avoir un enfant : Terra. Hélas, cette arrivée était signe de l’affaiblissement du Portail Scellé séparant les deux mondes, et peu après, l’Empire arrivait en force. Avant que la barrière ne soit rétablie, l’Empire s’empara de plusieurs Espers et de Terra, et Madonna fut tuée. Il s’avère ainsi que Terra est mi-humaine, mi-Esper, ce qui explique pourquoi l’Esper congelé l’avait épargnée, et pourquoi elle avait changé de forme et, terrifiée par cette transformation, s’était envolée au loin.

#### Les Espers frappent l’Empire
Le groupe se rend alors au Portail Scellé pour que Terra tente d’appeler les Espers pour qu’ils leur viennent en aide contre l’Empire. Gestahl et Kefka anticipent leur mouvement et les attendent sur place, où ils ont l’intention de se procurer les Espers pour les transformer en Magicites et augmenter leur puissance Magitek. Le portail s’ouvre et plusieurs Espers en rage se précipitent vers Vector, incontrôlables. Le groupe prend l’aéronef pour les suivre, mais, à cause du tumulte, s’écrase près de Vector. Là, il découvre que les Espers ont ravagé la ville. Tout triomphalisme a disparu. L’Empereur Gestahl invite le groupe à un dîner pour discuter une trêve. Gestahl prétend alors que Kefka a été emprisonné pour ses crimes de guerre. Il dit également qu’il avait sousestimé la puissance des Espers et qu’il faut faire cesser les destructions. Pour cela, il demande à Terra de les rejoindre et de servir de médiatrice entre les Espers et l’Empire pour négocier la paix. L’expédition est constituée de deux groupes : premièrement, Terra, Locke, Shadow et deuxièmement, le général Leo et Celes (qui a été graciée). Seul le premier groupe sera contrôlé par le joueur.

#### Tentative de conciliation avec les Espers et trahison
Ils arrivent à Thamasa, que les Espers auraient dû survoler, bien qu’aucun des villageois n’admette les avoir vus. Aucun d’ailleurs ne fait mine de comprendre, et la magie semble y être courante mais seulement hors de la vue des étrangers. Ils y rencontrent Strago et sa petite fille Relm, mais impossible d’avoir des informations. Cette nuit-là, un incendie se déclare et Relm est prisonnière du feu. Les villageois utilisent publiquement la magie en essayant en vain d’éteindre le feu, et le groupe entre dans les flammes pour la sauver. Strago est alors obligé d’avouer que le village est habité par les descendants des guerriers mages, qui ont été bannis après la Guerre de la Magie. Strago part avec eux dans la montagne à la recherche des Espers. Ils y apprennent que les déesses de la magie, en conflit permanent, avaient pour cela créé les Espers à partir d’humains. Pour mettre fin à leur conflit destructeur, les déesses s’étaient figées dans un équilibre délicat tel que leurs pouvoirs se neutralisent mutuellement. Finalement, le groupe retrouve Yura et d’autres Espers. De retour au village, Leo et Yura parviennent à un accord de paix, juste avant l’arrivée de Kefka. Celui-ci annonce que la trève n’était qu’une ruse de Gestahl pour capturer des Espers. Leo tente de s’interposer, mais il est tué par Kefka. Ce dernier transforme alors tous les Espers présents en Magicites avant de partir vers le monde des Espers à la recherche des déesses de la magie. Alors que le groupe part à sa poursuite, le continent où se trouve le monde des Espers est arraché à la croûte terrestre et s’élève dans le ciel.

#### Folie destructrice
Arrivant au Continent Flottant, Kefka et Gestahl se tiennent devant les trois déesses pétrifiées. Ils y sont rejoints par le groupe. Gestahl tente de convaincre Celes de retourner de son côté où ils pourraient dominer le monde ensemble. Faisant semblant d’accepter la requête, elle poignarde Kefka par surprise. Kefka perd son sang froid et commande aux déesses de lui conférer leur énergie pour détruire le groupe. Celles-ci ne réagissent pas, ce qui augmente la fureur de Kefka, au point qu’il commence à les agresser directement. C’est alors que Gestahl, voyant que le réveil des déesses pourrait détruire le monde au lieu d’asseoir la domination de l’Empire, s’interpose en lui ordonnant de cesser. Devant son entêtement, Gestahl tente de tuer Kefka avec la magie, mais ses sorts sont absorbés par le champ magique où celui-ci se trouve. Kefka utilise alors le pouvoir des déesses pour foudroyer Gestahl avant de le jeter dans le vide. Kefka reste incontrôlable et change l’alignement des déesses. Shadow intervient alors et, en déplaçant les déesses, bloque Kefka qui ne peut plus bouger. Le groupe profite de ce répit pour s’échapper en aéronef du Continent Flottant. Il était temps : le continent commence à s’émietter, et la magie des déesses, n’étant plus neutralisée, se projette de toutes parts à la surface du monde, morcelant l’écorce terrestre, changeant ainsi la face du monde. Le monde de l’Équilibre devient le monde des Ruines.

#### Solitude
L’histoire entame sa deuxième partie sur Celes qui s’éveille d’un long coma pendant lequel Cid a veillé sur elle. Il lui révèle qu’ils sont dans une petite maison de fortune sur une petite île déserte au milieu de nulle part, et qu’il ne reste plus qu’eux deux, les autres survivants s’étant suicidés de désespoir. Cid tombe malade et Celes se résout à le soigner avec du poisson qu’elle doit pêcher à proximité. C’est à ce moment que, pour la première fois, sa carapace craque réellement et qu’elle n’essaie plus d’effacer ses sentiments. Une fois Cid mort ou guéri (selon le traitement qu’il a reçu), elle part sur le radeau que Cid avait construit.

#### Un nouvel espoir
Au cours de ses pérégrinations, Celes découvre un monde moribond à la géographie bouleversée, où les gens ont perdu espoir, et où la nature même dépérit. Kefka est tout-puissant dans sa tour, bâtie sur les ruines du monde. Dès que quelqu’un oppose la moindre résistance, il frappe avec sa Lumière du Jugement (un rayon d’énergie pure).
Elle débarque à Nikeah, où elle rencontre Gerad, le chef d’une bande de voleurs. Ces voleurs se sont échappés du château de Figaro, alors bloqué sous le désert, et connaissent donc le chemin pour y accéder. Ils ont décidé, sous l’impulsion de Gerad, d’y retourner pour le cambrioler. Celes, intrigée par la ressemblance de Gerad avec Edgar, suit la bande jusqu’au château. Là, Edgar reconnaît son identité, il a en fait utilisé les voleurs pour pouvoir récupérer son château. Ils partent alors vers Kohlingen où ils retrouvent Setzer qu’ils arrivent à remotiver malgré la destruction de son aéronef. Il les guide alors vers un mausolée souterrain qui se révèle être la tombe de sa compagne Daryl. Un sentiment d’émulation et de compétition mutuelles les guidait, et chacun avait son aéronef. Un jour, elle s’écrasa et mourut dans l’accident. Setzer récupéra l’aéronef expérimental et le répara, l’enterrant dans le mausolée. C’est ce même aéronef que le groupe emprunte pour aller à la recherche des autres membres du groupe.

#### À la recherche d’amis
À partir de ce point, le joueur est libre d’aller où il veut et peut retrouver les anciens membres du groupe dans l’ordre qu’il souhaite. Cette recherche se présente sous la forme de quêtes annexes pour les retrouver et les motiver à rejoindre le groupe. Toutes ces quêtes sont optionnelles et il est possible, quoi que difficilement, de finir le jeu avec seulement Celes, Edgar et Setzer dans l’équipe. Voici ce qu’il advient des autres personnages :
- SABIN est parti à la recherche de ses amis. Il est passé par Albrook, comme l’apprend Celes si elle se rend dans cette ville, puis elle le retrouve à Tzen. Il est en train de tenir une maison frappée par la Lumière du Jugement et sur le point de s’écrouler dans laquelle se trouve un enfant. Celes doit sauver le garçon, puis Sabin se joint à elle. Il est récupérable sitôt que Celes a débarqué en radeau.
- TERRA se trouve à Mobliz. Le village a été ravagé par la Lumière du Jugement. Tous les adultes ont péri en tentant de sauver leurs enfants et le village est peuplé d’orphelins. Terra s’occupe d’eux et ils sont très attachés à elle. Quand ses amis viennent la voir, elle refuse de les rejoindre en expliquant qu’elle a perdu sa volonté de combattre et doit réfléchir sur les sentiments qu’elle éprouve. Leur discussion est interrompue par Phunbaba, un monstre qui terrorise Mobliz, et Terra échoue à le repousser, prouvant qu’elle ne peut plus se battre. Néanmoins, si ses amis retournent la voir plus tard, elle les aide à terrasser Phunbaba et se rend compte que le sentiment qu’elle éprouve n’est autre que l’amour, et qu’elle doit se battre pour le futur des enfants qu’elle aime. Elle réintègre donc le groupe.
- MOG est retourné dans les mines de Narshe, dans la caverne où il vivait avec les autres Moogles et où il est désormais seul. Il rejoint immédiatement ses amis lorsqu’ils viennent le retrouver. Il leur parle également de quelqu’un qui doit être dans les mines et qu’il devrait inviter à intégrer le groupe. Ce quelqu’un n’est autre qu’Umaro, qui considère Mog comme son patron et pourra être trouvé plus tard.
- CYAN a beaucoup voyagé. Un certain nombre d’habitants de différentes villes se souviennent de lui à cause de sa façon singulière de parler. Il s’est ensuite retiré au Mont Zozo où il a aménagé une grotte de façon à pouvoir y vivre. Il envoyait des lettres et des fleurs de soie à Lola, habitante de Maranda, en prétendant être son petit ami en réalité décédé. Quand ses amis le trouvent, il est sur le point d’avouer la vérité à Lola et il quitte sa retraite pour se battre contre Kefka à leurs côtés. Il leur révèle que durant ses voyages, il a croisé la route de Gau qui lui a dit qu’il voulait devenir plus fort. Le château de Doma, s’il est visité avec Cyan dans le groupe, donne accès à une quête annexe : le groupe entre dans les rêves de Cyan qui est en proie à ses démons intérieurs.
- GAU est retourné sur les terres sauvages du Veldt comme Cyan le supposait. Il suffit au joueur de laisser une place libre dans son équipe et de livrer quelques combats sur le Veldt pour que Gau apparaisse et le rejoigne.
- SHADOW ne peut être rencontré dans le Monde des Ruines que si le joueur a choisi de le sauver sur le Continent Flottant. Les héros le trouvent dans la grotte du Veldt, grièvement blessé par un monstre qui les attaque alors qu’ils examinent ses blessures. Ils transportent Shadow à Thamasa où il se repose avant de disparaître à sa manière habituelle. Il s’est rendu au Colisée où se disputent des combats singuliers fondés sur un pari, le gagnant emportant le lot parié. Les héros apprennent par une personne du Colisée qu’un homme vêtu de noir recherche une arme nommée Striker. S’ils parient cette arme, l’un d’eux se bat contre Shadow, qui rejoint définitivement le groupe après avoir été vaincu.
- RELM a décidé d’exploiter ses talents de peintre. Elle a eu une commande par Owzer, riche habitant de Jidoor. Mais un esprit maléfique habite le tableau qu’elle peint. Ses amis se débarrassent du démon et elle les rejoint. Si le joueur n’a pas sauvé Shadow sur le Continent Flottant, Relm sera trouvée à sa place dans la grotte du Veldt avant de partir chez Owzer.
- STRAGO semble avoir subi un lavage de cerveau : les héros le retrouvent en train de défiler avec des fanatiques devant la tour du Culte de Kefka. Mais si Relm est dans l’équipe, elle ramène facilement son grand-père à la raison et il repart avec le groupe.
- LOCKE est resté fidèle à sa réputation de chasseur de trésors et s’est aventuré seul dans la Grotte du Phénix où ses amis le retrouvent alors qu’il est sur le point de s’emparer du Magicite Phénix, qui a le pouvoir de ressusciter les morts. Le Magicite est abîmé, mais Locke s’en sert sur son ancienne petite amie Rachel, car il ne s’est jamais pardonné de l’avoir laissée tomber. L’effet de Phénix est limité et Rachel n’est ramenée à la vie que pendant quelques instants, mais elle met fin au sentiment de culpabilité de Locke et il peut reprendre la route avec ses amis le cœur plus léger.

#### Face à face et conclusion
Le groupe se rend enfin à la Tour de Kefka pour la bataille finale. Le groupe est divisé en trois équipes dans la tour. Chacune de ces équipes finira par être confrontée à l’une des trois déesses de la magie. Les héros s’attendent à ce que la magie disparaisse du monde après la défaite des déesses, mais comme il ne se passe rien, ils en déduisent que Kefka a absorbé tout leur pouvoir et est devenu le dieu unique de la magie. Malgré l’incertitude quant à la survie de Terra (fille d’un Esper) une fois la magie disparue du monde, le groupe rencontre Kefka. S’ensuit un échange où chaque membre du groupe trouve une raison de continuer à espérer qu’ils opposent à son nihilisme absolu. Pour en finir, il les affronte, tel un dieu. Il est vaincu, et alors que sa tour s’écroule, les héros s’entraident pour en sortir (à l’exception de Shadow qui décide de rester). Maduin, le père de Terra, lui dit avant de disparaître avec les autres Magicites que si la part humaine de son être est profondément attachée à quelque chose, elle pourra survivre dans ce monde. Terra revêt sa forme d’Esper pour guider l’aéronef ; elle perd peu à peu ses forces et finit par tomber, mais son amour pour les enfants de Mobliz lui permet de ne pas disparaître comme les Espers, et tombe sur le pont de l’aéronef sous sa forme humaine.

## Système de jeu
Comme d'autres titres Square, le gameplay de Final Fantasy VI peut être divisé en quatre catégories: la carte du monde, les villes et les donjons, les batailles et le menu.
Quand il est sur la carte du monde, le joueur dirige ses personnages vers diverses localisations dans le jeu. Ces voyages utilisent des graphiques Mode 7, donnant une illusion 3D. Il existe trois moyens de se déplacer sur la carte : d'abord à pied, ce qui expose le joueur au risque d'être attaqué aléatoirement par des ennemis ; il est en outre impossible de traverser des terrains montagneux ou des zones aquatiques. Le joueur obtient plus tard la possibilité de louer un Chocobo, ce qui offre un déplacement plus rapide et permet d'éviter les batailles aléatoires ; cependant, en plus d'avoir les mêmes restrictions de terrains que quand le joueur est à pied, le Chocobo disparaît une fois libéré. Le dernier moyen de locomotion est l'astronef ; celui-ci permet de survoler la carte à grande vitesse sans se soucier des restrictions de terrain et des ennemis (il existe néanmoins une exception).
Depuis la carte du monde, il est possible de rejoindre des villages et des donjons. Les villages, d'une part, contiennent des magasins, des armureries, des auberges et des villageois qui peuvent parfois vous donner des informations utiles comme des quêtes annexes par exemple. Les donjons, d'autre part, sont semblables à des labyrinthes où des batailles aléatoires contre des monstres peuvent survenir. Ces donjons peuvent être des caves, des forêts ou bien encore des bâtiments. Ils contiennent un grand nombre de coffres remplis parfois d'objets rares ou bien encore de monstres ! Les donjons et les villages permettent tous deux aux personnages de se promener, les explorant au complet. Certains lieux obligent le joueur à diviser les personnages en plusieurs équipes distinctes, lesquelles peuvent être contrôlées à tour de rôle pour résoudre certaines énigmes.
Le menu, lui, va servir à organiser son équipe, vérifier l'équipement de chaque personnage, les soigner, leur apprendre de nouvelles magies. Il est aussi utile pour contrôler le niveau d'expérience obtenu grâce aux combats.

### Combat
Final Fantasy VI utilise le système Active Time Battle (ATB), qui contient un regroupement de quatre personnages à la fois qui se battent pour accumuler des points d'expérience et de la monnaie (nommée GP ou Gil selon les versions). Ce système créé par Hiroyuki Ito et issu de Final Fantasy IV fait que chaque personnage possède une liste de différentes actions : Attaque, Magie, Objets. En bas à droite de l'écran, une barre se remplit pour chaque personnage lui permettant ainsi de réaliser son action lorsque celle-ci arrive à bout. S'ajoute aux actions normales de chaque personnage, une capacité spéciale unique. Locke peut par exemple voler des objets durant le combat. Le jeu est principalement conçu pour un joueur puisqu'un seul regroupement de personnages peut être contrôlé hors des batailles, mais durant une bataille, jusqu'à 4 joueurs peuvent chacun contrôler un personnage. Final Fantasy VI abandonne le système de métiers de Final Fantasy V en faveur d'un système de classes de personnages plus défini et moins flexible, un peu comme Final Fantasy IV, dans lequel chaque personnage a une spécialité (parfois plus).
Ce qui est nouveau dans ce jeu sont les attaques de désespoir, un précurseurs au système de Limite de Final Fantasy VII. Quand un personnage atteint un niveau critique de HP (points de vie), il y a une chance qu'il utilise une attaque alternative et très puissante comparée à son attaque physique normale. Cependant, cette chance est si mince qu'un joueur peut jouer à ce jeu sans même connaître l'existence d'une telle attaque. Le jeu possède aussi une version simplifiée du système de modifications des habiletés de Final Fantasy V, ainsi qu'un précurseur au système de Materia de Final Fantasy VII, sous la forme de Magicites.

### Personnalisation
Les personnages de FFVI peuvent utiliser une large panoplie d'armes, d'armures et d'accessoires (les plus spéciaux étant nommés Reliques) afin d'augmenter leurs statistiques (vitesse, santé…) mais aussi afin d'obtenir de nouvelles compétences. Les reliques ont des buts variés et des effets qui le sont tout autant, permettant par exemple d'utiliser plusieurs armes en combat, d'acquérir de nouveaux statuts lors des combats, de se protéger de certaines attaques…
Même s'il n'y a au début du jeu que deux personnages qui ont la capacité d'utiliser de la magie, presque tous les personnages auront plus tard la possibilité d'en faire: les Magicites, une fois équipées, permettent au personnage d'apprendre des incantations magiques après avoir gagné un certain nombre de points de magie lors d'un combat. Les Magicites favorisent aussi l'évolution de certaines statistiques de compétence lorsque le personnage augmente de niveau, similaire au système de Guardian Force apparaissant plus tard dans Final Fantasy VIII. Finalement, les Magicites sont les invocations (ou Espers) de ce jeu: chaque personnage équipé d'un Magicite peut invoquer, une fois par bataille, le monstre associé, pour infliger de sérieux dommages aux ennemis.

## Développement

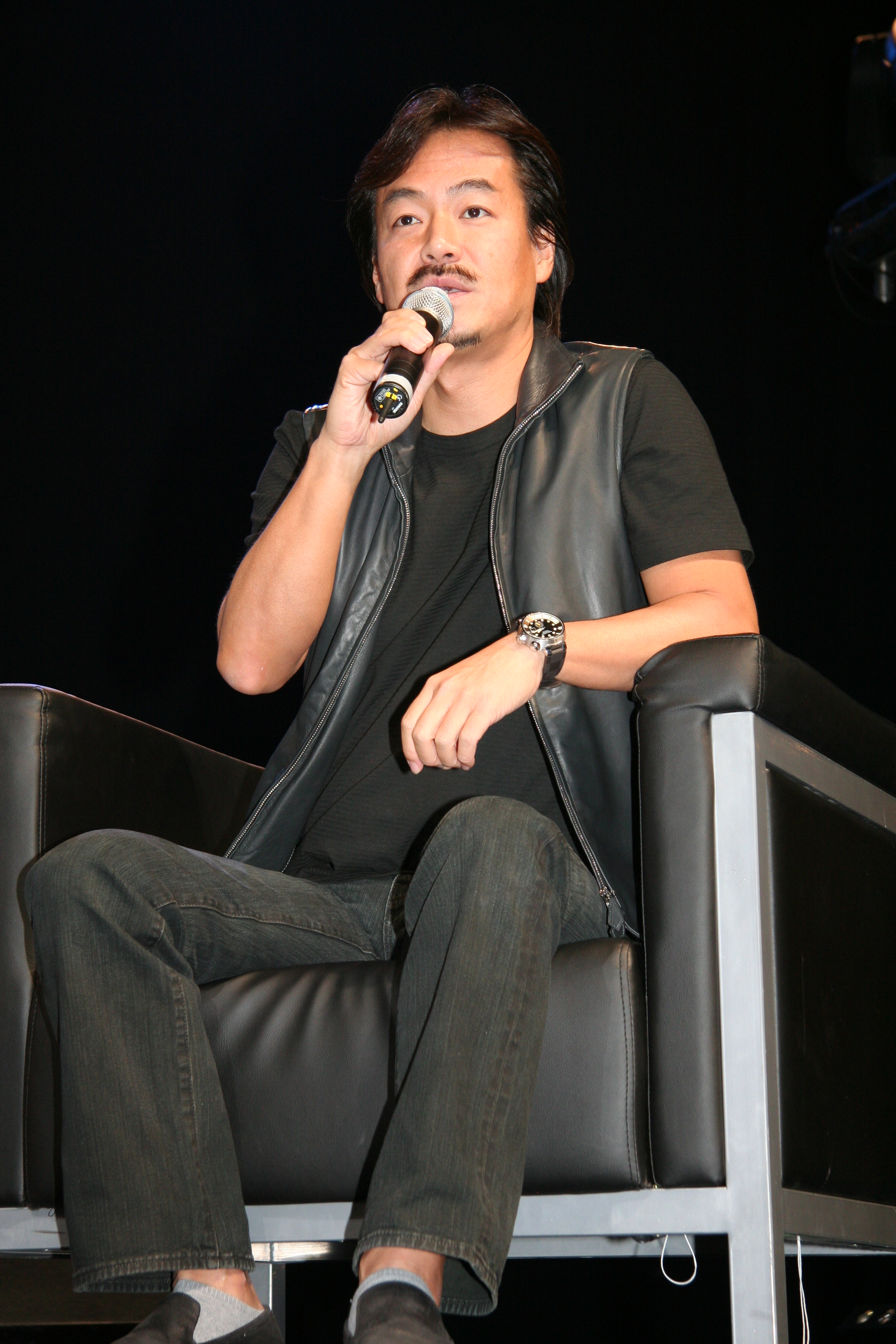
Hironobu Sakaguchi est le producteur du jeu.

Final Fantasy VI se démarqua clairement, à l'époque de sa sortie, des autres jeux de rôle japonais. La maturité des thèmes abordés dans son scénario y fut pour beaucoup. L'histoire était en effet nettement plus sombre que dans les épisodes précédents de la série, et le destin des personnages — souvent tragique —, traités sans complaisance. La mort de certains d'entre eux, notamment, y était explicitement représentée. De plus, la version japonaise n'hésita pas à mettre dans la bouche des protagonistes des propos parfois peu châtiés. Cela entraîna à l'époque une censure des dialogues de la version américaine.
Cet épisode marque le début d'une ère résolument plus adulte pour le jeu vidéo de rôle. Il est, avec Final Fantasy VII, l'opus de la série le plus apprécié par les fans et la critique.
Équipe de développement
- Producteur : Hironobu Sakaguchi
- Réalisateur : Yoshinori Kitase, Hiroyuki Itou
- Programmeur principal : Ken Narita, Kiyoshi Yoshii
- Réalisateurs graphismes : Tetsuya Takahashi, Kazuko Shibuya, Hideo Minaba, Tetsuya Nomura
- Musique : Nobuo Uematsu
- Design image : Yoshitaka Amano
- Planificateur de combat : Yasuyuki Hasebe, Akiyoshi Oota
- Planificateur de terrain : Yoshihiko Maekawa, Keita Etoh, Satoru Tsuji, Hidetoshi Kezuka
- Planificateur d'évènements : Tsukasa Fujita, Keisuke Matsuhara
- Programmeur d'effet : Hiroshi Harata, Satoshi Ogata
- Programmeur de combat : Akihiro Yamaguchi
- Programmeur son : Minoru Akao
- Design effets graphiques : Hirokatsu Sasaki
- Design graphismes terrain : Takaharu Matsuo, Yusuke Naora

## Musique

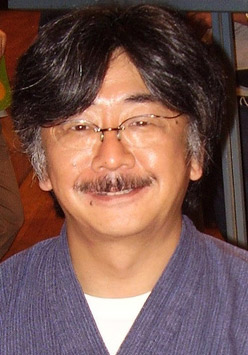
Nobuo Uematsu.

La bande-son du jeu est réalisée par Nobuo Uematsu.

## Sortie

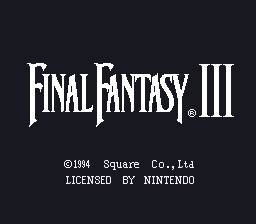
Le titre d'ouverture de la version d'origine nord-américaine, intitulé Final Fantasy III

- Final Fantasy VI (Super Famicom, Japon, 1994)
- Final Fantasy III (Super NES, États-Unis, 1994)

L'édition américaine a subi diverses modifications comparé à son homologue japonaise. La plus évidente fut le changement du titre du jeu. En effet, n'étaient sortis sur le territoire américain que deux Final Fantasy c'est pourquoi le Final Fantasy VI japonais est devenu le Final Fantasy III nord-américain. Contrairement au Final Fantasy IV (devenu Final Fantasy II en Amérique du Nord) cet opus n'a pas connu de modifications majeures de sa jouabilité. Cependant certains détails éditoriaux ont fait leur apparition dans la version anglaise. En janvier 1995, le traducteur Ted Woolsey dans une entrevue avec le magazine Super Power a expliqué qu'"il y avait un certain degré de gaieté et ... de sexualité dans les jeux japonais qui n'existe pas ici [aux États-Unis], un fait clairement influencé par les règles de Nintendo of America". En conséquence, des retouches graphiques limitant la nudité furent mises en place ainsi que de nouveaux symboles sur les bâtiments et pour certains sorts pour éviter les allusions religieuses[réf. nécessaire].

## Accueil
Autres tests dans la presse française :
- Player One de décembre 94

## Rééditions

### PlayStation
Final Fantasy VI a été porté sur la première console Playstation de Sony par TOSE et réédité par Square au Japon et aux États-Unis en 1999. Au Japon, le jeu était disponible seul ou dans le coffret Final Fantasy Collection. A contrario, aux États-Unis on pouvait uniquement le trouver dans le coffret Final Fantasy Anthology. En 2002, cette réédition est enfin parvenue en Europe (PAL), une première pour ce jeu. Elle est cependant restée en anglais.
La version PlayStation est identique à la version SNES originale, excepté par les temps de chargements et l'ajout de trois scènes cinématiques et d'une quantité d'extras dans le mode omake, incluant une galerie d'art et un bestiaire.
- Final Fantasy VI (PlayStation, Japon, 1999)
- Final Fantasy Collection (regroupant FF IV, V & VI) (PlayStation, Japon, 1999)
- Final Fantasy Anthology (regroupant FF V & VI) (PlayStation, États-Unis, 1999)
- Final Fantasy VI + DVD Démo de Final Fantasy X (PlayStation, Europe, 2002)

### Game Boy Advance
FFVI a été une nouvelle fois porté par TOSE et réédité sous le titre Final Fantasy VI Advance (ファイナルファンタジーVIアドバンス, Fainaru Fantajī Shikkusu Adobansu) par Square ENIX. Il comprend de nouvelles caractéristiques de jouabilité et de nouveaux visuels.
On note également l'apparition de quatre nouveaux espers - ou chimères dans la version française - (Léviathan, Gilgamesh, Pampa, Nosferatu) que le joueur pourra invoquer à loisir une fois obtenus. De façon analogue, seront disponibles trois nouveaux sorts (Inondation, Courage et Gravité), ainsi que deux éléments-clés et quinze pièces d'équipement.
En outre, le Monde des Ruines connaît deux nouveaux lieux.
Le premier est un donjon nommé l'Antre du Dragon. Ce lieu caché se trouve sur une île au nord du Colisée et devient accessible uniquement si le joueur a terminé une quête annexe spécifique, qui consiste à vaincre huit dragons légendaires. Il se compose d'un vaste donjon dans lequel le joueur pourra notamment affronter une créature mythique : le Dragon Tsar, aussi appelé Kaiser Dragon (Dragon Empereur en version française). À l'origine, ce monstre fut bel et bien codé pour la version initiale, mais exclu de la version finale.
Quant au second lieu dont nous gratifie ce portage GBA bonifié, il s'agit d'une arène de combat nommée le Temple des Âme. Celui-ci ne se débloque qu'une fois le Kaiser Dragon défait. Un défi inédit y attend le joueur : il devra y effectuer 128 combats d'affilée sans pouvoir sauvegarder.
Par ailleurs, de nombreux problèmes de programmation, encore présents dans les précédentes rééditions, sont corrigés. Pour la 1re fois, le jeu est localisé pour l'Europe et traduit en plusieurs langues, dont le français (même si des traductions non officielles réalisées par des fans étaient déjà trouvables pour les roms à utiliser avec des émulateurs SuperNES, sous forme de patchs ou directement intégrées à la rom)
Enfin, on retrouve aussi le bestiaire et le lecteur de musique.
- Final Fantasy VI Advance (Game Boy Advance, Japon 30 novembre 2006, États-Unis 5 février 2007 & Europe 29 juin 2007)

### Pixel Remaster
Un autre portage du jeu est sorti sur Steam le 23 février 2022 dans la série Final Fantasy Pixel Remaster, qui propose une remastérisation des six premiers titres numérotés de la franchise Final Fantasy. Cette série propose de nouveaux sprites 16 bits, de nouvelles bandes sonores et un retour au contenu initialement publié du jeu. Aucun contenu ajouté dans l'une des versions portées précédemment n'apparaît dans ce Pixel Remaster.